# Ermano De Col
Ermano De Col (Gosaldo, 29 agosto 1942 – Belluno, 18 agosto 2022) è stato un politico italiano.

## Biografia
De Col è stato per cinquant'anni consigliere comunale a Belluno per nove legislature, ricoprendo anche la carica di vicesindaco dal 1992 al 1993 nella giunta presieduta da Gianclaudio Bressa. Iscritto al Partito Socialista Italiano fino al suo scioglimento, ha poi aderito a fine anni '90 ai Democratici di Sinistra, successivamente non ebbe più tessere di partito rimanendo attivo in politica quale indipendente.
Alle elezioni comunali del 2001 è stato eletto sindaco di Belluno sostenuto dalla coalizione dell'Ulivo, avendo la meglio al secondo turno con il 51,69% dei voti sullo sfidante Luigi Panzan della Casa delle Libertà. Candidato per un secondo mandato alle elezioni del 2006, è stato sconfitto al ballottaggio da Celeste Bortoluzzi di Forza Italia.
È stato nuovamente eletto consigliere comunale in rappresentanza di una lista civica nel 2012 e nel 2017.
È morto il 18 agosto 2022, pochi giorni prima di compiere 80 anni.